# Riu Negro (Amazones)
El Riu Negro (en portuguès Rio Negro), és el cabalós afluent del Riu Amazones. Neix a Colòmbia, on se'l coneix com a Riu Guainía i marca part de la frontera amb Veneçuela abans d'endinsar-se al Brasil.
El Riu Guainía o Riu Negro, neix en el territori colombià sobre la conca de les guaianes, discorre durant uns 500 km amb el nom de Guainía, fins que s'uneix amb el Casiquiare per a donar origen al Riu Negre. A partir d'allí és navegable per embarcacions grans fins més avall de la desembocadura del Vaupés, en territori brasiler. Els afluents colombians més importants d'aquesta conca són el Tomo, l'Isana i el Vaupés.
El Rio Negro es va inscriure el 2018 a la llista d'àrees protegides pel Conveni Ramsar.
Els caboclos, descendents de colons portuguesos i amerindis, viuen a la vora d'alguns canals laterals del riu Negro.

## Característiques

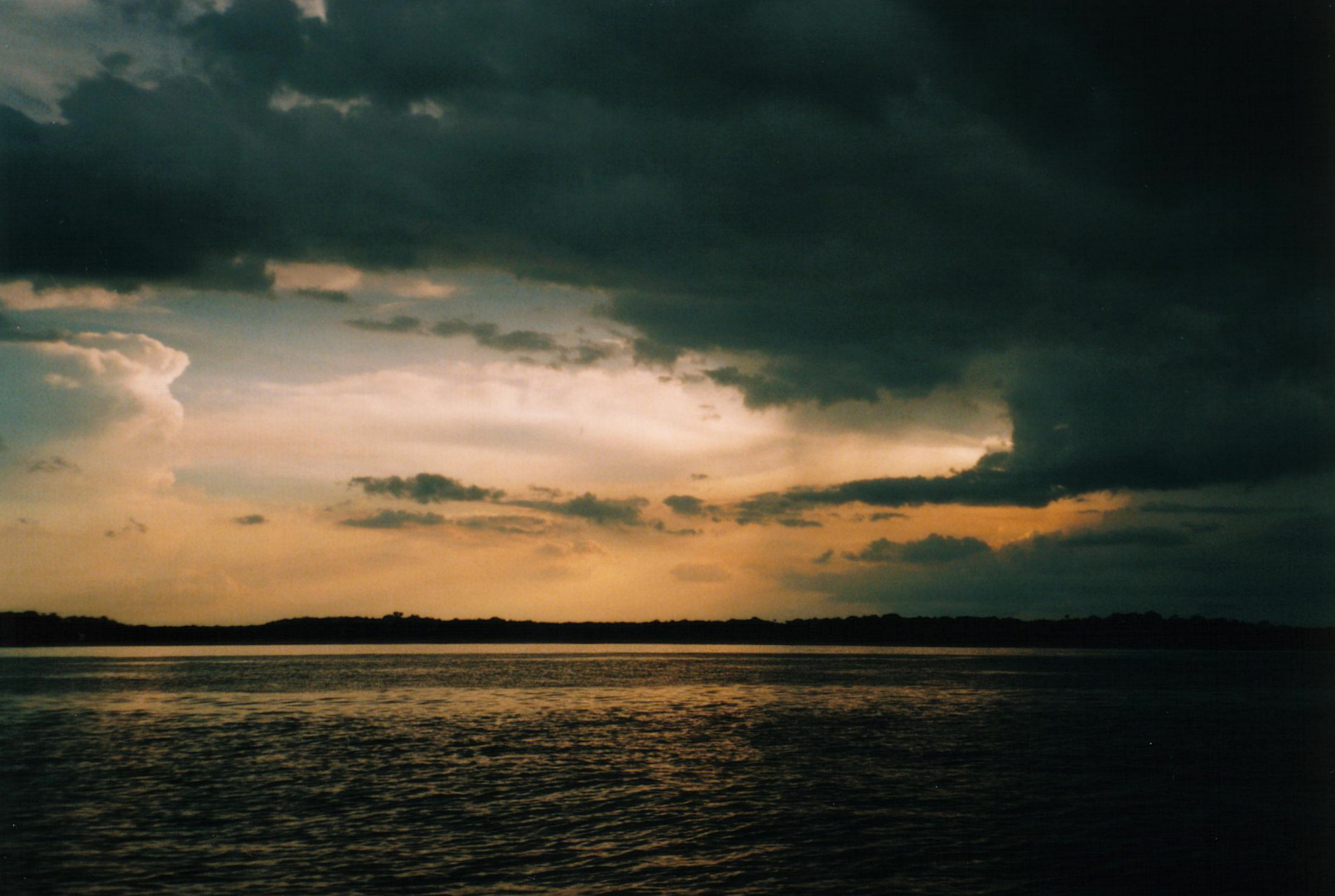
Posta de sol al riu Negre, a pocs quilòmetres de Manaus.

L'adjectiu negre és causat pel color de l'aigua d'aquest riu tan característic. Els fons solen ser de sorra fina, amb fulles i sense gairebé plantes, ja que el color fosc de l'aigua no permet que la llum solar penetri fins al fons. El riu té aquest color a causa de la descomposició de la vegetació, sobretot durant la temporada de les inundacions. Aquest fet fa que les seves aigües siguin extremadament àcides, amb un pH d'entre 3,5 i 6. Aquesta mateixa química de l'aigua fa que es mantinguin al mínim les poblacions de bacteris i paràsits i que els boscos del voltant d'aquest riu tendeixin a tenir menys mosquits.
La majoria de peixos que hi viuen, s'han adaptat per tolerar les condicions del riu. Moltes de les espècies que trobem en aquest riu amazònic, són conegudes fora dels tròpics a causa de la seva popularitat en aquaris. Es creu que els colors brillants d'algunes espècies com els Paracheirodon, ajuden als peixos a detectar i reconèixer els membres del seu grup en les aigües fosques. Aquest afluent de l'Amazones, és també l'hàbitat del Symphysodon que sol viure entre les branques i fulles dels boscos inundats i que és molt apreciat pels aficionats a l'aquariofília.

## Història
El riu va ser batejat per l'explorador espanyol Francisco de Orellana, que el va trobar per primera vegada l'any 1541. A mitjans del segle XVII, els jesuïtes s'havien establert al llarg dels seus marges enmig de nombroses tribus: indis Manau, Aruák i Trumá. Després de 1700, l'esclavitud al llarg del riu era habitual, i les poblacions natives americanes es van reduir molt després del contacte amb malalties eurasiàtiques. Aquesta zona va ser el lloc de rodatge de Survivor: The Amazon el 2003.

## Geografia
El riu neix a Colòmbia amb el nom de Río Guainía i forma la frontera entre Veneçuela i Colòmbia abans d'entrar al Brasil per desembocar finalment al riu Solimões en una confluència anomenada Trobada de les Aigües, aigües avall de la ciutat de Manaus, la capital de l'estat brasiler d'Amazones. El fenomen natural, encara que rar, de la Trobada d'Aigües és causat per les diferències de densitat, velocitat de cabal i temperatura, entre les aigües llimoses i ocres del riu Solimões i les aigües negres del riu Negro. Així, aquestes aigües les troben sense mesclar-se durant desenes de quilòmetres

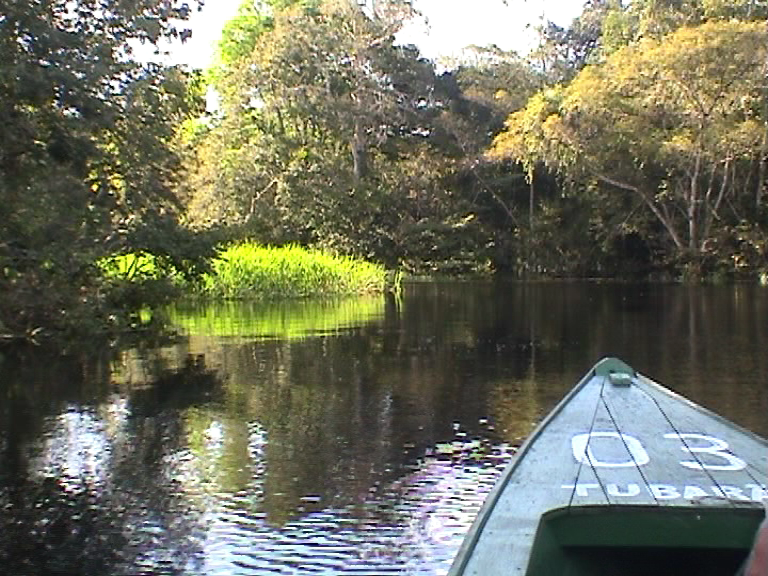
Riu Negro durant la temporada de la crescuda o plena

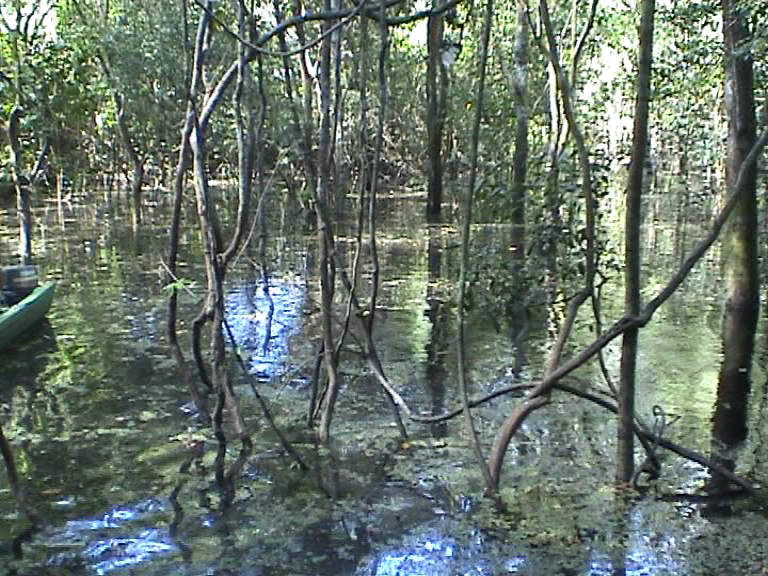
Parts inundades pel riu en la crescuda

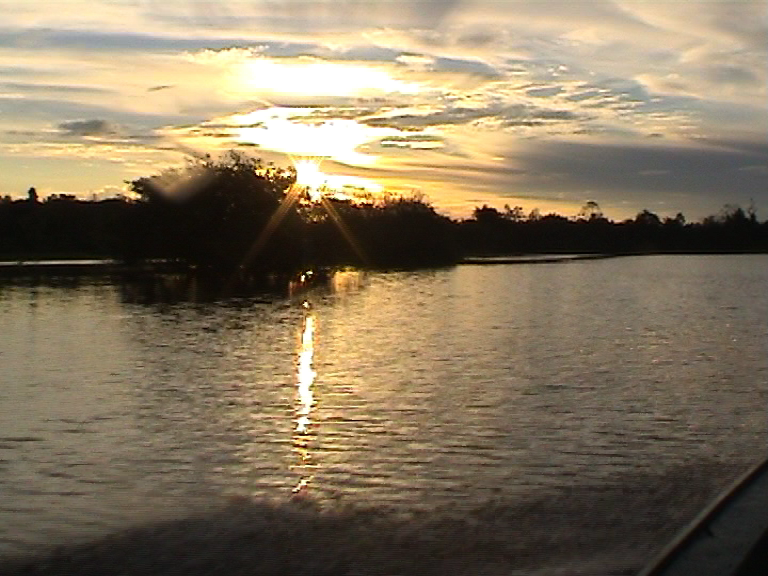
Riu Negro amb posta de sol

El riu Negro és el més important dels rius d'aigües negres 
| « | El riu Negro, en lloc d'una ombra ambre, és tan ric en to que, quan es veu des d'un punt alt, apareix tan negre com la tinta. Altres rius també tenen aquest aspecte, però cap és tan fosc | » |

 Aquest color negre, del qual pren el nom, prové de la seva elevada concentració de ferro i matèria orgànica a causa de l'humus en descomposició de que es carrega travessant els sòls forestals és el que contribueix a canviar el seu color i el fa molt àcid.
El seu molt important cabdal interanual puja a 28 400 m3 per segon en la seva confluència amb l'Amazones és a dir 13 vegades el cabal mitjà del Rin o 3,5 el del Volga al final del seu curs. Això el converteix en el quart riu d'Amèrica del Sud, després del riu Amazones, l'Orinoco i el riu Madeira.

### Curs superior
El naixement del riu Negre es troba a Colòmbia, al departament de Guainía, on el riu es coneix com a riu Guainía. El jove riu flueix generalment en direcció est-nord-est a través de la Reserva Natural de Puinawai, passant per diversos petits assentaments indígenes al seu pas, com Cuarinuma, Brujas, Santa Rosa i Tabaquén. Després d'uns 400 km el riu comença formant la frontera entre el departament de Guainía de Colòmbia i l'estat d'Amazones de Veneçuela. Després de passar la comunitat colombiana de Tonina i Macanal el riu gira al sud-oest. Maroa és la primera ciutat veneçolana del riu. 120 km més avall el riu rep el canal Casiquiare des de l'esquerra (nord), formant un enllaç únic entre l'Orinoco i la conca del riu Amazones. Des d'aquí el riu s'anomena Rio Negro.

### Curs mitjà
El riu ara continua en direcció sud-est passant per la ciutat veneçolana de San Carlos de Río Negro, el seu assentament més gran al riu, i San Felipe de Colòmbia. En aquest tram el riu s'alimenta constantment d'afluents d'ambdós costats, i ràpidament creix en grandària creant grans illes fluvials, una característica comuna a tots els rius de la conca de l'Amazones. Després de formar la frontera entre Colòmbia i Veneçuela durant 260 km el riu Negro arriba a la Piedra del Cocuy, una formació rocosa ígnia de l'època precambriana, pertanyent a l'escut de Guyana. Aquí el Trifini de Colòmbia, Veneçuela i Brasil es troba al mig del riu i ara entra completament a l'estat d'Amazones, Brasil. Després de passar Cucuí, el riu segueix cap al sud, només girant temporalment cap a l'oest durant uns quants quilòmetres. A Missão Boa Vista, el riu Içana s'uneix al riu Negro i a São Joaquim el Riu Vaupés, l'afluent més gran del riu Negro, també entra per la dreta. El riu Negro gira ara marcadament cap a l'est, formant diversos ràpids i petits illots al seu camí. Després passa per São Gabriel da Cachoeira una important ciutat comercial. Després de diversos ràpids més i vistes imponents de la cadena muntanyosa d'Adormecida, el riu deixa l'escut de Guyana que va travessar en el seu curs superior i mitjà.

### Curs baix
Després que el riu Marié entri al riu Negro, el riu continua el seu curs cap a l'est formant moltes illes grans i fent-se molt ample en diversos llocs. Passa per comunitats locals com Santa Isabel do Rio Negro. Durant l'estació humida, el riu inunda el país a tot arreu aquí, de vegades fins a una amplada de 30 km, durant llargues distàncies. Durant aquesta temporada, d'abril a octubre, és una successió de llacunes, plenes d'illes llargues i canals intricats amb molta fauna aquàtica. Prop de Carvoeiro, l'últim gran afluent del riu Negro, el riu Branco s'uneix al riu Negro i el riu forma temporalment la frontera entre l'estat de Roraima i l'estat d'Amazones, Brasil. El riu pren ara un curs més al sud-est, tornant a ser molt ample en molts trams abans d'arribar a la ciutat més gran del seu curs, Manaus.
El Parc Nacional d'Anavilhanas, una unitat de conservació de 350.018 hectàrees que originàriament era una estació ecològica creada el 1981, protegeix part de l'arxipèlag del riu Anavilhanas en aquesta part del riu. A sota de l'arxipèlag, es troba amb el riu Solimões per formar el riu Amazones, creant un fenomen conegut com la Trobada de les Aigües.

## Afluents

### Curs superior: Riu Guainía a Colòmbia i Veneçuela
- Rep per l'esquerra el riu veneçolà del canal Casiquiare (de fet un defluent de l'Orinoco) (340 km) que té com a subafluents els rius Siapa i Yatua.
- En aquest sector, rep per la dreta els següents afluents colombians: el riu Tomo, el riu Içana - o Isana - (580 km de longitud, amb els subafluents Aiari i Cuiari), així com el riu Vaupés (o Uaupés) (1.050 km de longitud, amb els subafluents Cuquiari, Querary, Papuri i Tiquié).

### Curs de Brasil: el Riu Negro
Al Brasil, són els seus afluents i subafluents més importants:
- el riu Cuiuni (400 km)
- el riu Araçá (390 km)
  - el riu Marari
  - el riu Curuduri
  - el riu Demini
- el riu Branco (1.430 km inclosos els 870 km del riu Uraricoera)
  - el riu Uraricoera
  - el riu Mucajaí
  - el riu Anauá
  - el Rio Catrimani
- el riu Jauaperí (530 km)
  - el riu Alalaú
- el riu Unini (530 km)
- el riu Jaú (400 )
  - el Rio Carabinani.

## Nous aiguamolls protegits al Brasil

### Convenció Ramsar
El 2018, tres importants aiguamolls del Brasil es van inscriure a la llista d'àrees protegides segons el Conveni de Ramsar. Aquestes àrees d'importància internacional són:
- el Rio Negro;
- l'estuari de l'Amazones i els seus manglars;
- l'arxipèlag brasiler Fernando de Noronha.

El Riu Negro (lloc n 2335, registre de 19 de març de 2018), amb una superfície de més de 12 milions d'hectàrees, és el lloc Ramsar més gran del món.

### Biodiversitat
Aquesta zona humida, amb una rica biodiversitat, acull diverses espècies de mamífers en perill d'extinció, com la llúdria gegant, el ta i la mona aranya, a més d'ocells en perill d'extinció, com l'ombrívol alapi. I espècies vegetals, incloses les nous del Brasil

## Fauna i Flora

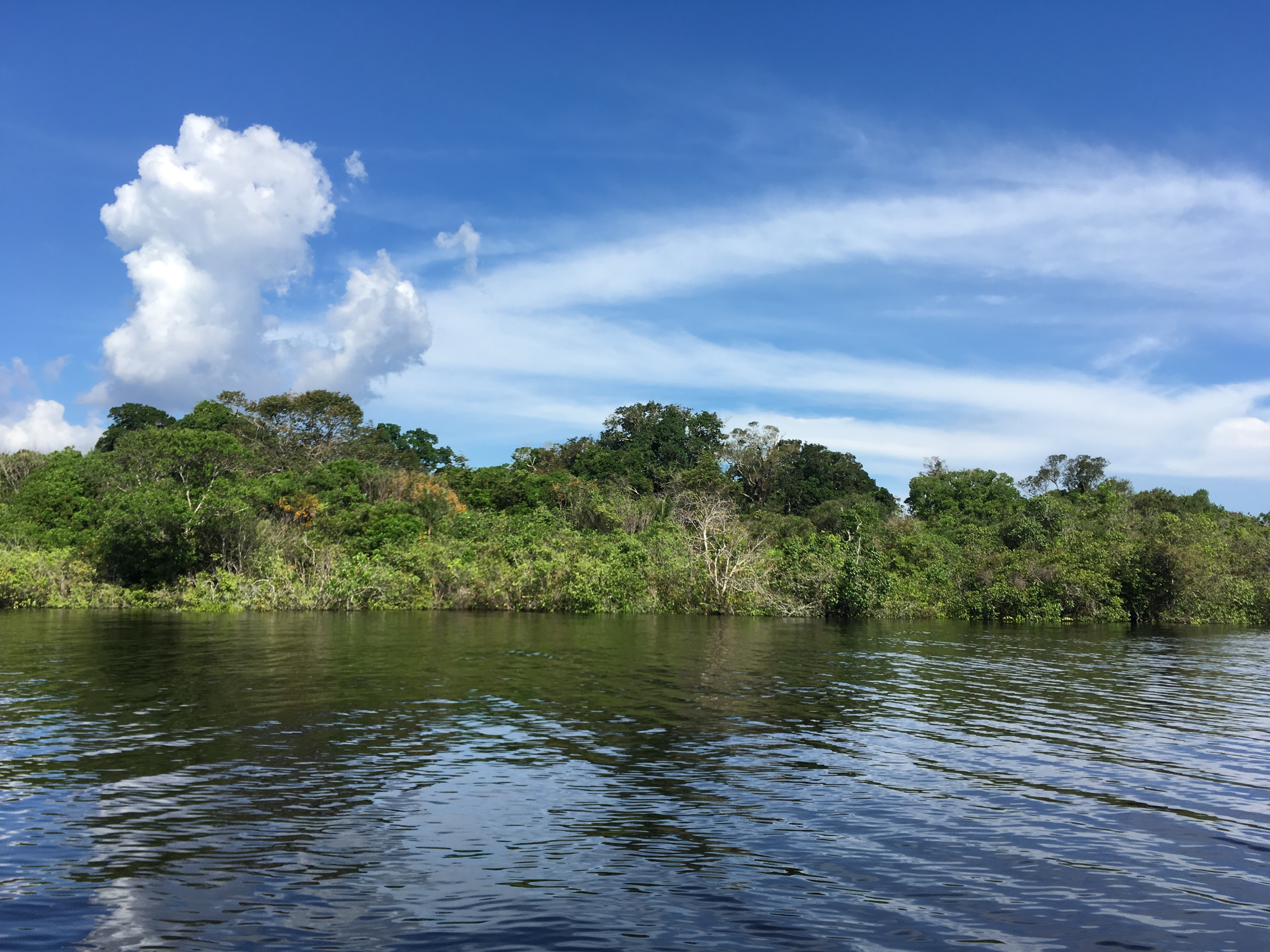
Rio Negro prop de Manaus

El nom Rio Negro significa riu Negre, i les seves aigües són de color similar al te fort, que és típic dels rius d'aigües negres. El color fosc prové de l'àcid húmic a causa d'una ruptura incompleta de la vegetació que conté fenols de les clarianes sorrenques. El riu va rebre aquest nom perquè sembla negre de lluny.

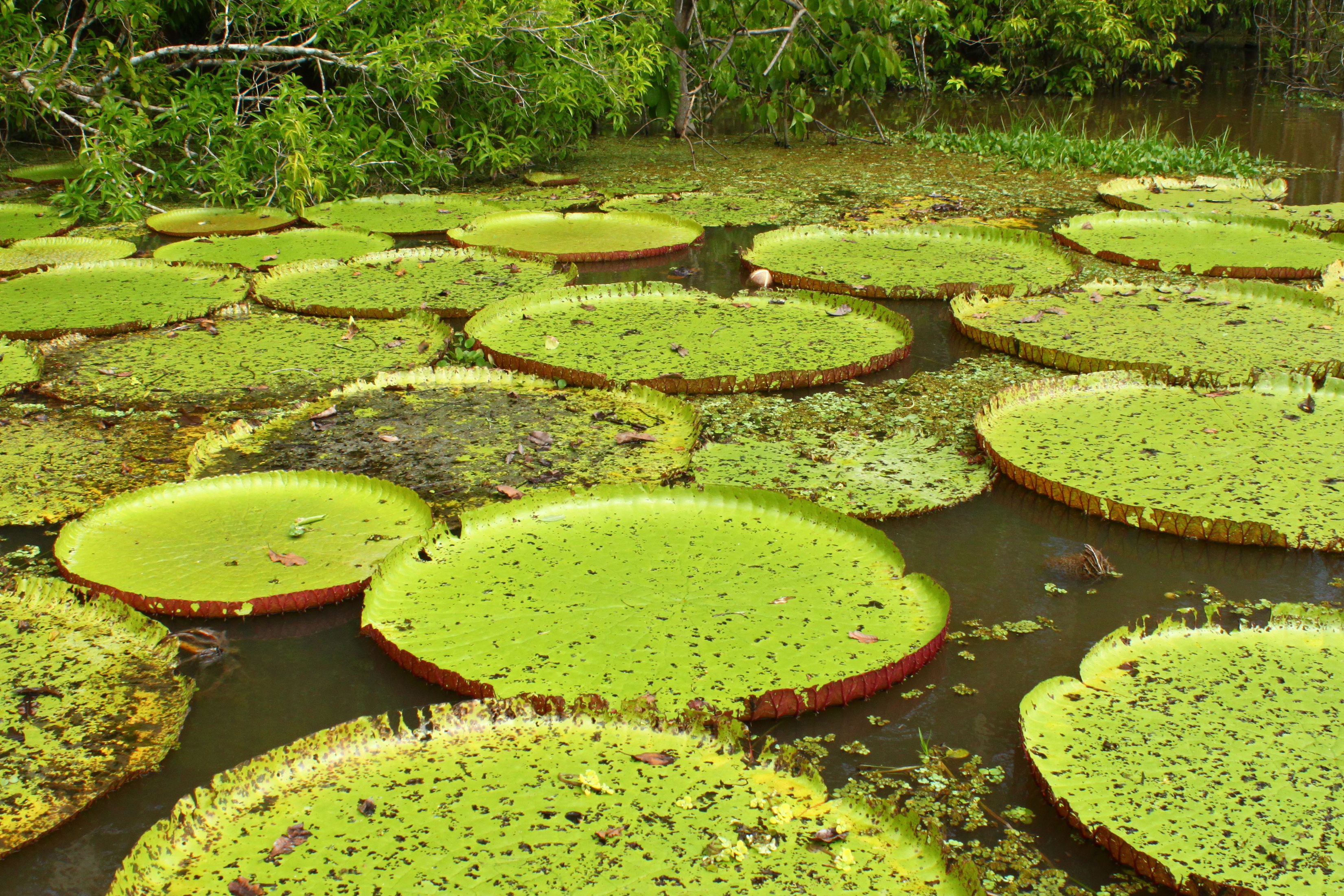
Victoria amazonica

S'ha escrit molt de sobre la productivitat dels rius Riu Negre i altres aigües negres. L'antiga idea que aquests són "rius de la fam" està donant pas, amb noves recerques, al reconeixement que el Riu Negro, per exemple, dona suport a una gran indústria pesquera i té nombroses platges de tortuga. Si els exploradors no van trobar molts pobles indígenes al llarg del Riu Negre durant el segle XVII, és probable que les seves poblacions es reduïssin a causa de noves malalties infeccioses i guerres en lloc de la baixa productivitat dels rius.
Rio Negro té una riquesa d'espècies molt elevada. S'han documentat unes 700 espècies de peixos a la conca del riu, i s'estima que el total és d'entre 800 i 900 espècies de peixos, incloent gairebé 100 espècies endèmiques i diverses espècies no descrites. Entre aquests n'hi ha molts que són importants en el comerç de l'aquari, inclòs el cardinal tetra. Com a resultat del canal de Casiquiare, es troben moltes espècies aquàtiques tant al riu Negro com a l'Orinoco. Com que el Casiquiare inclou trams d' aigües negres i d'aigües clares a blanques, només les espècies relativament adaptables poden passar-hi entre els dos sistemes fluvials.

## Persones que viuen a la vora dels canals laterals
A la vora dels «igarapés» del riu Negro, braços estrets i poc profunds dels rius que s'endinsen al bosc, els caboclos (o cabocos) viuen de l'explotació del cautxú, descendents de colons portuguesos i amerindis